# Završje Netretićko
Završje Netretićko es una localidad de Croacia situada en el municipio de Netretić, en el condado de Karlovac. Según el censo de 2021, tiene una población de 53 habitantes.

## Demografía
| Gráfica de población de Završje Netretićko 1857-2021               |
|                                                                    |
| Según los censos de población de la Oficina de Estadísticas Croata |